# Ferrari 250 Testa Rossa
Den här artikeln rör 1950-talets tävlingsbil. För 1980- och 1990-talets sportbil, se Ferrari Testarossa.
Ferrari 250 Testa Rossa är en sportvagn, tillverkad av den italienska biltillverkaren Ferrari mellan 1958 och 1961.

## Bakgrund
Efter de svåra olyckorna på Le Mans 1955 och Mille Miglia 1957 införde FIA nya regleringar för de snabbaste sportvagnsprototyperna inför säsongen 1958. Motorstorleken begränsades till tre liter för att få ner hastigheterna. Ferrari utvecklade därför en ny modell med motor från 250-modellen.

## Utveckling

### 250 TR 58
Ferrari började arbeta på sin nya trelitersbil våren 1957. Rörramschassit och De Dion-axeln bak hämtades från föregångarna, medan motorn kom från landsvägsvagnarna. Motorn modifierades kraftigt, med bland annat nya cylinderhuvuden och sex Weber-förgasare. Cylinderhuvudena målades röda, en sedvänja som Ferrari börjat med på sina mindre sportvagnar avsedda för privatförare. Namnet Testa Rossa betyder just ”rött huvud” på italienska. Bilen hade gammaldags trumbromsar, något som allmänt sågs som en nackdel jämfört med de brittiska konkurrenterna Aston Martin och Jaguar, men tävlingsresultaten bevisade motsatsen.
Den första karossen, med sina pontonlika framskärmar, genererade otäcka lyftkrafter i hög fart och därför modifierades karossen under säsongen.
Ferrari sålde även ett antal Testa Rossor till privatförare. Dessa bilar hade något svagare motorer och var försedda med stel bakaxel.

### 250 TR 59
Säsongen 1958 hade varit enastående framgångsrik, men Ferrari vidareutvecklade bilen till 1959. Testa Rossan fick nu skivbromsar och en femväxlad växellåda. Den nya växellådan visade sig vara en svag punkt och säsongen 1959 blev inte alls lika framgångsrik som föregående år. Ferrari fortsatte dock att utveckla växellådan för att komma över problemen.

### 250 TRI 60
Till Le Mans 24-timmars 1960 kom en ny utveckling av bilen med individuell hjulupphängning bak.

### 250 TRI 61
Säsongen 1961 presenterade Ferrari en helt nyutvecklad Testa Rossa. Drivlina och hjulupphängningar hämtades visserligen från företrädaren, men bilen hade ett nytt chassi och ny kaross. För att förbättra aerodynamiken fick karossen en Kammback och framtill infördes samma typ av ”hajnos” som på företagets samtida formel 1-bilar.

### 330 TRI/LM
Till säsongen 1962 ändrade FIA återigen reglerna för de stora prototyperna, allt för att öka intresset för den mindre GT-klassen. Ferrari hade därför koncentrerat sina resurser på GT-vagnen 250 GTO. När sedan chefskonstruktören Giotto Bizzarrini och större delen av hans stab lämnade Ferrari vintern 1961 hamnade utvecklingen av Testa Rossan på undantag.
Till Le Mans hade man dock lyckats få fram en bil. Reglerna tillät nu fyralitersmotorer och därför hade Ferrari plockat ned motorn från en 400 Superamerica i ett TRI 60-chassi. Detta blev den sista utvecklingen av den framgångsrika Testa Rossa-modellen.

## Testa Rossa idag
En Testa Rossa från 1957 blev i maj 2009 temporärt världens dyraste bil, när en anonym köpare betalade 9,02 miljoner Euro för bilen på en bilauktion.

## Tekniska data
| Tekniska data         | 250 TR 58                                                        | 250 TR 59                                                        | 250 TR 59/60                                                     | 250 TRI 61                                                       | 330 TRI/LM                                                       |
| --------------------- | ---------------------------------------------------------------- | ---------------------------------------------------------------- | ---------------------------------------------------------------- | ---------------------------------------------------------------- | ---------------------------------------------------------------- |
| Motor:                | Frontmonterad 12-cylindrig V-motor                               | Frontmonterad 12-cylindrig V-motor                               | Frontmonterad 12-cylindrig V-motor                               | Frontmonterad 12-cylindrig V-motor                               | Frontmonterad 12-cylindrig V-motor                               |
| Cylindervolym:        | 2953 cm³                                                         | 2953 cm³                                                         | 2953 cm³                                                         | 2953 cm³                                                         | 3967 cm³                                                         |
| Borrning x slaglängd: | 73,0 x 58,8 mm                                                   | 73,0 x 58,8 mm                                                   | 73,0 x 58,8 mm                                                   | 73,0 x 58,8 mm                                                   | 77,0 x 71,0 mm                                                   |
| Kompression:          | 9,8:1                                                            | 9,8:1                                                            | 9,8:1                                                            | 9,8:1                                                            | 8,7:1                                                            |
| Max effekt:           | 300 hk vid 7 200 v/min                                           | 306 hk vid 7 400 v/min                                           | 306 hk vid 7 400 v/min                                           | 315 hk vid 7 500 v/min                                           | 390 hk vid 7 500 v/min                                           |
| Max vridmoment:       | 302 Nm vid 6 100 v/min                                           |                                                                  |                                                                  |                                                                  |                                                                  |
| Ventilstyrning:       | En överliggande kamaxel per cylinderrad, 2 ventiler per cylinder | En överliggande kamaxel per cylinderrad, 2 ventiler per cylinder | En överliggande kamaxel per cylinderrad, 2 ventiler per cylinder | En överliggande kamaxel per cylinderrad, 2 ventiler per cylinder | En överliggande kamaxel per cylinderrad, 2 ventiler per cylinder |
| Förgasare:            | 6 Weber 38 DCN                                                   | 6 Weber 38 DCN                                                   | 6 Weber 38 DCN                                                   | 6 Weber 38 DCN                                                   | 6 Weber 46 DCN                                                   |
| Växellåda:            | 4-växlad manuell                                                 | 5-växlad manuell                                                 | 5-växlad manuell                                                 | 5-växlad manuell                                                 | 5-växlad manuell                                                 |
| Hjulupphängning fram: | Dubbla tvärlänkar, skruvfjädrar, krängningshämmare               | Dubbla tvärlänkar, skruvfjädrar, krängningshämmare               | Dubbla tvärlänkar, skruvfjädrar, krängningshämmare               | Dubbla tvärlänkar, skruvfjädrar, krängningshämmare               | Dubbla tvärlänkar, skruvfjädrar, krängningshämmare               |
| Hjulupphängning bak:  | De Dion-axel, skruvfjädrar                                       | De Dion-axel, skruvfjädrar                                       | De Dion-axel, skruvfjädrar                                       | Dubbla tvärlänkar, skruvfjädrar                                  | Dubbla tvärlänkar, skruvfjädrar                                  |
| Bromsar:              | Hydrauliska trumbromsar                                          | Hydrauliska skivbromsar                                          | Hydrauliska skivbromsar                                          | Hydrauliska skivbromsar                                          | Hydrauliska skivbromsar                                          |
| Chassi & kaross:      | Fackverksram av stål med aluminiumkaross                         | Fackverksram av stål med aluminiumkaross                         | Fackverksram av stål med aluminiumkaross                         | Fackverksram av stål med aluminiumkaross                         | Fackverksram av stål med aluminiumkaross                         |
| Hjulbas:              | 235 cm                                                           | 235 cm                                                           | 235 cm                                                           | 232 cm                                                           | 242 cm                                                           |
| Torrvikt:             | 800 kg                                                           | 725 kg                                                           | 725 kg                                                           | 635 kg                                                           | 820 kg                                                           |

## Tävlingsresultat

### Sportvagns-VM 1958
Säsongen 1958 började med en dubbelseger i Testa Rossans första lopp Buenos Aires 1000 km, med Peter Collins / Phil Hill på första och Wolfgang von Trips / Olivier Gendebien på andra plats. Succén följdes upp med ännu en dubbelseger i Sebring 12-timmars, med Peter Collins / Phil Hill före Luigi Musso / Olivier Gendebien. Därefter följde segrar i Targa Florio med paret Luigi Musso / Olivier Gendebien och i Le Mans 24-timmars med Olivier Gendebien / Phil Hill.
Efter fyra segrar i säsongens sex lopp slutade Ferrari som segrare i mästerskapet.

### Sportvagns-VM 1959
Säsongen 1959  började också bra, med en dubbelseger på Sebring 12-timmars, med Dan Gurney / Chuck Daigh före Jean Behra / Cliff Allison.
Resten av säsongen drogs bilen med växellådsproblem och Ferrari slutade tvåa i mästerskapet efter Aston Martin.

### Sportvagns-VM 1960
Till säsongen 1960 hade Ferrari fått ordning på bilen och säsongen inleddes med en dubbelseger i Buenos Aires 1000 km, med Phil Hill / Cliff Allison före Richie Ginther / Wolfgang von Trips. I Le Mans 24-timmars kom nästa dubbelseger, med Olivier Gendebien / Paul Frère före André Pilette / Ricardo Rodriguez.
Även detta år tog Ferrari hem mästerskapstiteln.

### Sportvagns-VM 1961
Säsongen 1961 inleddes med en trippelseger i Sebring 12-timmars, med Olivier Gendebien / Phil Hill på första, Giancarlo Baghetti / Willy Mairesse / Richie Ginther / Wolfgang von Trips på andra och Pedro Rodríguez / Ricardo Rodriguez på tredje plats. Targa Florio vanns av Wolfgang von Trips och Olivier Gendebien och i Le Mans 24-timmars kom en dubbelseger med Olivier Gendebien / Phil Hill före Mike Parkes / Willy Mairesse. Säsongens sista lopp i Pescara vanns av privatförarna Lorenzo Bandini och Giorgio Scarlatti.
1961 tog Ferrari sin tredje mästerskapstitel med Testa Rossan.

### Sportvagns-VM 1962
Till säsongen 1962 hade FIA gjort om regelverket för att öka intresset för de mindre GT-vagnarna. Sportvagnsprototyper fick fortfarande delta i tävlingarna, men poängen räknades inte med i mästerskapet.
Under säsongen vann Joakim Bonnier och Lucien Bianchi Sebring 12-timmars i en 250 TRI 61. Olivier Gendebien och Phil Hill vann sedan Le Mans 24-timmars i en 330 TRI/LM. Detta blev den sista stora segern för Testa Rossa-modellen och det sista Le Mans-loppet som vunnits av en bil med frontmotor.